# Resolució 2041 del Consell de Seguretat de les Nacions Unides
La Resolució 2041 del Consell de Seguretat de les Nacions Unides fou adoptada per unanimitat el 22 de març de 2012. Després de recordar les resolucions anteriors sobre l'Afganistan, en particular les resolucions 1917 (2010) i 1974 (2011), el Consell va ampliar el mandat de la Missió d'Assistència de les Nacions Unides a l'Afganistan (UNAMA) per un període d'un any fins al 23 de març de 2013.
El Consell va recalcar que el mandat de la UNAMA és per ajudar al país en matèria de seguretat, governança i desenvolupament i coordinar el suport internacional a Afganistan, enfortir el paper de les institucions afganeses en la governança democràtica, l'estat de dret, el control del narcotràfic, els drets humans, l'assistència humanitària i àrees afins, encoratjant al govern afganès a valer-se dels bons oficis de la UNAMA en els esforços de reconciliació nacional.